# Völkischer Beobachter
Le Völkischer Beobachter (L'Observateur populaire) est un journal allemand fondé en 1919. En grandes difficultés financières, il est racheté par le parti nazi (NSDAP) et devient alors l'organe de presse officiel de ce parti de 1920 à 1945.

## Histoire
Paru à l'origine sous le titre : Münchener Beobachter (L'Observateur de Munich), le journal devient le Völkischer Beobachter en 1919 : L'observateur populaire (de l'allemand : völkisch). En grandes difficultés financières, l'hebdomadaire est racheté en décembre 1920 par le NSDAP à travers l'acquisition du Franz-Eher-Verlag, une maison d'édition dont dépendait le journal, et grâce à des fonds de l’armée fournis par l'officier Franz von Epp. Adolf Hitler en fait l'organe officiel du parti : la gestion du journal est contrôlée de 1921 à 1923 par Max Amann, intime de Hitler et trésorier du parti, qui dirigera plus tard la Chambre de la presse du Reich (Reichspressekammer). Dietrich Eckart en dirige la rédaction jusqu’à son décès en 1923. Lui succèdent Alfred Rosenberg (1923-1938), puis Wilhelm Weiss (1938-1945).
À partir du 8 février 1923, le journal devient un quotidien. Après le putsch de la Brasserie, le 8 novembre 1923, il cesse de paraître jusqu'au 26 février 1925. Il disparaît définitivement à la fin avril 1945, quelques jours avant la capitulation allemande. Ainsi, son édition du Sud du Reich paraît pour la dernière fois le 28 avril.

## Thèmes abordés sous le Troisième Reich

### Culte du Führer

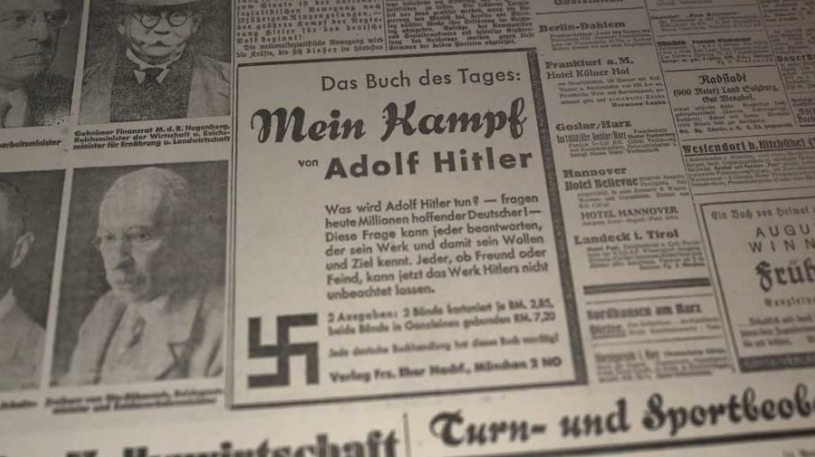
Encart publicitaire pour de paru le 31 janvier 1933 en littérature.

Jusque dans ses dernières éditions, à la fin du mois d'avril 1945, le journal exalte le rôle de Hitler dans le conflit et dans la défense de l'Allemagne : en effet, des éditoriaux et des titres en première page rappellent le rôle de Hitler dans la défense du Reich et de sa capitale. Ce dernier est présenté comme assumant complètement son rôle, « enflammant l'esprit combatif » régnant dans la ville alors directement menacée par la percée soviétique, ce qui laisse pourtant sceptique les habitants restés sur place.

### La menace juive contre le Reich et les Allemands
À la fin du IIIe Reich, le journal publie de nombreuses séries d'articles pour dénoncer des aspects spécifiques du danger que les Juifs feraient peser sur le Reich. Cette menace est présentée dans les colonnes du journal de différentes manières : ordonnateurs du complot visant à dominer le monde et dont l'Allemagne serait la victime, les Juifs sont rendus responsables de l'ensemble des maux qui frappent le Reich.
Il publie ainsi des reportages antisémites en nombre variable par année de guerre : deux en 1939, dix-sept en 1941, quatre en 1942, cinquante en 1943 dix en 1944 et 4 en 1945 ; la publication de ces reportages permet de définir quatre grandes campagnes antisémites dans ses colonnes : à l'été 1941, au printemps puis à l'automne 1943 et enfin au printemps 1944.
Ainsi, à l'automne 1943, entre septembre et novembre, le journal dénonce à nouveau le rôle des Juifs dans la guerre dans une série de treize articles. Les vœux adressés par le président américain à la communauté juive pour Roch Hachana, point de départ de la campagne de presse de l'automne 1943, confirment selon le journal que Roosevelt est un instrument dans les mains des Juifs pour la domination mondiale.
Le journal s'interroge également durant cette période sur la conférence de Moscou de 1943, à laquelle ont participé Anthony Eden, Cordell Hull et Viatcheslav Molotov, qui aboutirait, selon les articles publiés dans les colonnes du journal, à livrer l'Europe à Staline.
La campagne de presse du printemps 1944, dans le contexte de la prise de contrôle de la Hongrie, et des défaites allemandes sur le front de l'Est est l'occasion de dénoncer un danger juif qui déferlerait sur l'Europe. Dans ce contexte, le Völkischer Beobachter suit à la lettre les consignes émises par les services de contrôle de la presse, lorsque le 12 mai 1944, la une du journal rapproche les termes « antisémitisme » et « antibolchevisme », en informant son lectorat du soutien prétendument apporté par l'URSS à l'établissement de colons juifs en Palestine. La constitution de ce foyer de colonisation en Palestine serait, selon le journal, la preuve de la collusion entre les Juifs et le bolchevisme. Puis, deux jours plus tard, un long article intitulé : Staline et les Juifs insiste sur le rôle supposé des Juifs dans la prise du pouvoir, puis dans sa conservation par Staline, celui-ci étant présenté comme au service exclusif des « Juifs moscovites » qui détiendraient le pouvoir depuis 1917.
Le troisième anniversaire de l'Opération Barbarossa (l'invasion de l'URSS) fournit au journal une occasion supplémentaire de dénoncer un complot judéo-bolchevique qui menacerait le Reich, dans le contexte de la bataille de Normandie et des attaques aériennes.
Mais ces campagnes ne doivent pas rejeter dans l'ombre certains thèmes antisémites utilisés à loisir, comme celui du supposé projet juif de domination du monde. En effet, la défaite de Stalingrad, en février 1943, fournit une occasion supplémentaire de mentionner une collusion entre les Juifs et le bolchevisme : le sacrifice consenti constituerait le gage de la résistance allemande à ce double danger : à plusieurs reprises dans le courant des mois de janvier et février 1943, le journal exploite les résultats de la conférence de Casablanca, destinée à préparer l'après-guerre, et la présente comme un plan de partage de l'Europe au seul profit des Juifs.

### Menace de l'extermination des Allemands
Rapidement, la propagande nationale-socialiste met en avant une menace : le projet d'annihilation du Reich et de sa puissance. Entre 1939 et 1945, une douzaine d'articles, au milieu de très nombreux autres articles antisémites, sont explicitement consacrés au sort du Reich en cas de défaite. L'exploitation de l'incursion soviétique en Prusse orientale, durant l'automne 1944, donne l'occasion au journal de dénoncer le danger bolchevik qui planerait sur le Reich : à la fin du mois d'octobre, des photos des massacres de civils et des récits de viols et de pillages perpétrés par les soldats de l'Armée rouge, durant la percée soviétique, sont publiées dans le journal.
Les succès soviétiques de l'hiver 1945, dans un premier temps dissimulés, puis édulcorés, et leurs conséquences sur les populations allemandes habitant l'Est de l'Oder sont présentées avant tout comme des éléments destinés à confirmer le tableau dressé depuis des années : les troupes soviétiques sont ainsi présentées comme des barbares qui se déchaînent sur l'Est du Reich dans l'édition du 9 février
L'éditorial du 22 mars 1945 en constitue un avatar tardif : la défaite du Reich serait non seulement une défaite militaire et politique, mais aussi un échec dans la lutte pour la survie du peuple allemand. La perspective de l'asservissement du peuple allemand doit justifier, aux yeux des rédacteurs du journal, une résistance acharnée.

### La volonté de résister jusqu'au bout
À mesure que la situation militaire de l'Allemagne nazie se dégrade, le journal tente d'insuffler à la population du Reich une volonté fanatique de résistance, conforme au souhait de Hitler, notamment après le 20 juillet 1944. La menace de l'extermination du Volk doit permettre de justifier une résistance fanatique contre les Alliés, tout en anticipant sur une des dernières directives du bureau de presse du Reich, daté du 4 avril 1945, ordonnant à la presse de renforcer dans la population le sentiment de résistance face aux envahisseurs, aussi bien ceux venus de l'Ouest que ceux venus de l'Est. Le 28 avril 1945, la dernière édition du journal, circulant dans le Sud du Reich, est titrée « La forteresse bavaroise ».